# Berg en Dal (Gemeinde)

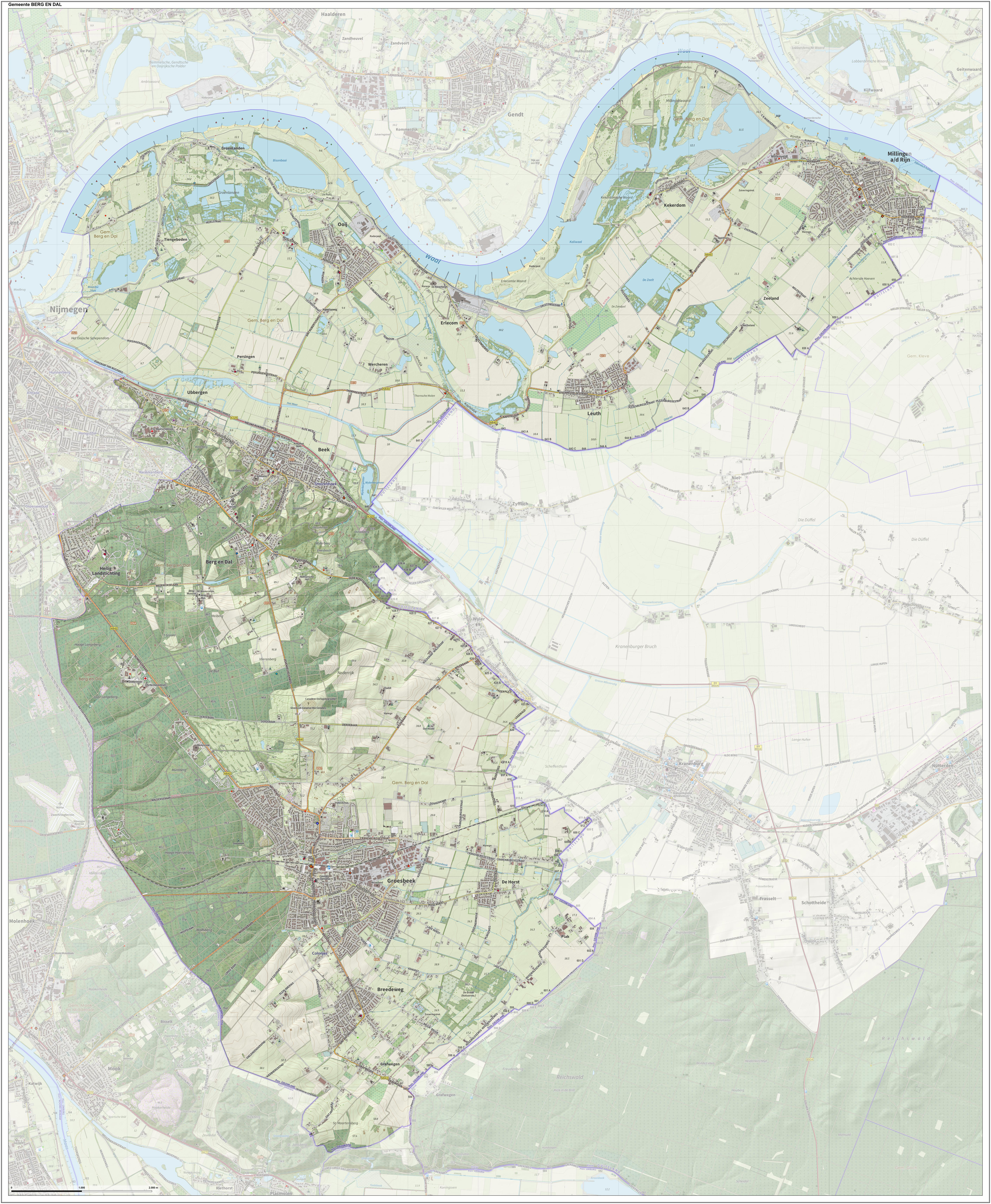
Karte des Gemeindegebiets

Berg en Dal ist eine Gemeinde im Süden der niederländischen Provinz Gelderland direkt an der Grenze zu Deutschland.

## Geografie
Das Gemeindegebiet liegt südlich des hier „Rijn“ genannten Rheins bzw. der Waal, des größten Rheinarms im Flussdelta des Rheins, und erstreckt sich bis in den „Zeven Heuvelen“ (deutsch Sieben Hügel) genannten westlichen Abschluss des Niederrheinischen Höhenzugs, sodass innerhalb der Gemeinde 90 Meter Höhenunterschied anzutreffen sind, ein für die Niederlande nicht häufiger Wert.
Berg en Dal grenzt im Osten an Deutschland mit den Gemeinden Kleve und Kranenburg, im Süden an Gennep und Mook en Middelaar (beide in der Provinz Limburg), im Westen an Heumen und Nijmegen und im Norden, durch Rhein und Waal getrennt, an Lingewaard und Zevenaar.

### Nachbargemeinden
| Nijmegen          | Lingewaard                                  | Zevenaar                 |
| Heumen            | Kompassrose, die auf Nachbargemeinden zeigt | Kleve (Deutschland)      |
| Mook en Middelaar | Gennep                                      | Kranenburg (Deutschland) |

## Geschichte
Die Gemeinde entstand am 1. Januar 2015 aus dem Zusammenschluss der Gemeinden Groesbeek, Millingen aan de Rijn und Ubbergen. Ursprünglich trug sie den Namen der größten der drei ursprünglichen Gemeinden, Groesbeek. In einem Referendum konnten die Bürger der neuen Gemeinde entscheiden, ob dieser Name bleiben sollte oder zu Berg en Dal geändert werden sollte, ein Vorschlag, der im Vorfeld der Fusion diskutiert worden war. Berg en Dal ist eine Ortschaft, die auf der Grenze von Groesbeek und Ubbergen lag, zudem passt der Name „Berg und Tal“ zur Topografie des Gemeindegebiets. Bei der Abstimmung stimmten 50,8 % für Berg en Dal und 49,2 % für Groesbeek. Daher wurde der Gemeindename offiziell zum 1. Januar 2016 geändert.

## Politik
Die Gemeinde wird in der Legislaturperiode von 2018 bis 2022 von einer Koalition aus CDA, GroenLinks, Groesbeekse Volkspartij und Polderbreed regiert.

### Gemeinderat
Der Gemeinderat wird seit der Gründung von Berg en Dal folgendermaßen gebildet:
| Partei                                  | Sitze | Sitze | Sitze |
| Partei                                  | 2014  | 2018  | 2022  |
| --------------------------------------- | ----- | ----- | ----- |
| Kernachtig Groesbeek a                  | –     | –     | 7     |
| LOKAAL! Berg en Dal b                   | –     | –     | 6     |
| CDA                                     | 3     | 4     | 3     |
| GroenLinks                              | 2     | 3     | 3     |
| D66                                     | 1     | 1     | 3     |
| PvdA                                    | 2     | 1     | 2     |
| VVD                                     | 1     | 1     | 1     |
| Polderbreed                             | –     | 3     | –     |
| Gemeente-, Jeugd- en Sportbelangen      | 2     | 2     | –     |
| Groesbeekse Volkspartij                 | 3     | 2     | –     |
| Voor Openheid en een Leefbaar Groesbeek | 3     | 2     | –     |
| Voor Berg en Dal                        | 2     | 2     | –     |
| Sociaal Groesbeek                       | 2     | 2     | –     |
| Combinatie ’90 Ubbergen                 | 2     | –     | –     |
| Gesamt                                  | 23    | 23    | 25    |

Anmerkungen

### College van B&W
Das College van burgemeester en wethouders besteht jeweils aus einem Beigeordneten jeder Koalitionspartei. Die Beigeordneten wurden im Rahmen einer Ratssitzung am 17. Mai 2018 berufen. Folgende Personen gehören zum Kollegium und sind in folgenden Bereichen zuständig:
| Funktion         | Name                | Partei                  | Ressort | Anmerkung                          |
| ---------------- | ------------------- | ----------------------- | --- | ---------------------------------- |
| Bürgermeister    | Mark Slinkman       | CDA                     | allgemeine und administrative Angelegenheiten, Zusammenarbeitsagenda, internationale Zusammenarbeit, strategisches Konzept, Politikkoordination, Geschäftsführung/Personal und Organisation, Dienstleistung, Polizei, öffentliche Ordnung, Feuerwehr, Sicherheit und Katastrophenschutz, „Bürgervater-Rolle“ in Krisensituationen, Asylpolitik, integrale Sicherheit, Aufklärung, Repräsentation, Kommunikation und (lokale) Medien, Koordination der Überwachung und Vollstreckung | seit dem 16. September 2015 im Amt |
| Beigeordnete     | Sylvia Fleuren      | CDA                     | Finanzen, Steuern, Tourismus und Erholung, Verkehr, Transport und Mobilität, öffentliche Arbeit, Stadtwerke | –                                  |
| Beigeordnete     | Nelson Verheul      | GroenLinks              | Koordination im Thema Nachhaltigkeit, Umwelt, Energie, Klima und Müll, Wohnen, Raumordnung und -entwicklung, Koordinator des Umweltgesetzes, Grundprobleme, Lizenzierung und Beibehaltung, Informationstechnik, Einkaufs- und Ausschreibungsverwaltung | –                                  |
| Beigeordnete     | Irma van de Scheur  | Groesbeekse Volkspartij | lokales Eingangstor, Wohl und Volksgesundheit, Sozialhilfegesetz und Jugend, Arbeit und Einkommen, wirtschaftliche Angelegenheiten und Arbeitsmöglichkeiten | –                                  |
| Beigeordnete     | Annelies Visser     | Polderbreed             | Natur und Landschaft, Denkmäler, Erbgut und Archäologie, integrale Wasserverwaltung, Koordination im Thema Lebensqualität, Kunst, Kultur und Museen, Bibliothek, Bildung und Sport, Einrichtungen und Subventionen | –                                  |
| Gemeindesekretär | Edwin van der Velde | —                       | Geschäftsführung, Dienstleistung, Politik, öffentlicher Raum, Sozialwesen | seit dem 3. April 2017 im Amt      |

### Politische Gliederung
Die Gemeinde wird in folgende Ortsteile aufgeteilt:
| Nr.      | Ort                   | Einwohner (Stand: 1. Jan. 2024) |
| -------- | --------------------- | ------------------------------- |
| 00       | Beek                  | 3615                            |
| 01       | Berg en Dal           | 2500                            |
| 02       | Breedeweg             | 2550                            |
| 03       | De Horst              | 1380                            |
| 04       | Erlecom               | 170                             |
| 05       | Groesbeek             | 13.230                          |
| 06       | Heilig Landstichting  | 850                             |
| 07       | Kekerdom              | 480                             |
| 08       | Leuth                 | 1735                            |
| 09       | Millingen aan de Rijn | 5835                            |
| 10       | Ooij                  | 2555                            |
| 11       | Persingen             | 90                              |
| 12       | Ubbergen              | 480                             |
| Gemeinde | Gemeinde              | 35.470                          |

### Partnerstädte
Es gibt Städtepartnerschaften mit
- Körmend, Ungarn
- Kranenburg, Deutschland

## Verkehr
Am Südrand der Rheinniederung verläuft die N325 von Arnhem zur deutschen Grenze, wo sie durch die Bundesstraße 9 fortgesetzt wird. Von ihr zweigen Richtung Norden und Millingen die N840 ab, Richtung Süden und Groesbeek die N841. Nach Groesbeek führen außerdem die N842 aus Nijmegen und die N843 aus Milsbeek.
Bis 1991 bestand über die Linksniederrheinische Strecke eine Verbindung in Richtung Nijmegen und Köln. Seit dem Frühjahr 2008 sind auf einem Teil dieses Abschnittes Draisinenfahrten für bis zu 14 Personen zwischen Kleve und Groesbeek möglich. Der ÖPNV wird mit Bussen der NIAG (SB 58 und Linie 60 ab Kleve nach Nijmegen und Millingen) angeboten.